# أطروحات يوليو
أطروحات يوليو (بالرومانية: Tezele din iulie) هو اسم شائع لخطاب قاله القائد الروماني نيكولاي تشاوشيسكو في 6 يوليو 1971, قبل مجيء اللجنة التنفيذية للحزب الشيوعي الروماني. وكان الاسم الكامل للخطاب هو (Propuneri de măsuri pentru îmbunătățirea activității politico-ideologice, de educare marxist-leninistă a membrilor de partid, a tuturor oamenilor muncii) ويعني ذلك (التدابير المقترحة لتحسين النشاط السياسي - الأيديولوجي، والتعليم الماركسي اللينيني لأعضاء الحزب، ولجميع الكادحين). كان ذلك الخطاب شبيه-الماويةيعد «بداية ثورة ثقافية محدودة» في رومانيا الشيوعية، شن الخطاب هجومًا نيو-ستاليني علي الاستقلالية الثقافية الرومانية والمفكرين غير المتفقين مع النظام الشيوعي الحاكم. في الخطاب، تمت المطالبة بالتوحد الأيديولوجي الصارم في العلوم الإنسانية والإجتماعية الذي يتم تدريسها وتداولها في رومانيا لجعلها تتوافق مع الشيوعية. وتم استبدال الحيادية والأكاديمية في الطرح والأبحاث العلمية البحتة بأخري داعمة لا لشيء سوي الأيديولوجيا الشيوعية؛ وتم استبدال المهنيين والأكاديميين المحترفين بالمحرضين والمناصرين المتحمسين للشيوعية؛ وأصبحت النخبة العلمية والثقافية مجرد أداة أخرى للدعاية الشيوعية الرومانية.
في نسختهم النهائية من الخطاب في نوفمبر 1971, نشر الحزب الخطاب كمستند رسمي للجلسة الكاملة له، الأطروحات كانت بعنوان: Expunere cu privire la programul PCR pentru îmbunătățirea activității ideologice, ridicarea nivelului general al cunoașterii și educația socialistă a maselor, pentru așezarea relațiilor din societatea noastră pe baza principiilor eticii și echității socialiste și comuniste. وتعني («توضيحات بشأن برنامج الحزب لتحسين النشاط الأيدولوجي ولرفع المستوي العام للتعليم الإشتراكي للجماهير من أجل إصلاح العلاقات في مجتمعنا علي الأسس الأخلاقية الإشتراكية والشيوعية المنصفة»).

## خلفية
بعد فترة من الجمود في الفكر الستاليني منذ 1948, شهدت الحياة الثقافية الرومانية اتجاها متواضعًا من التحرر والتراخي الأيديولوجي للستالينية في بدايات عقد الستينيات. تسارع هذا الاتجاه مع الجلسة التاسعة لمؤتمر الحزب الشيوعي الروماني في عام 1965. في ذلك الحين، ظهر جيل معارض من الشعراء والكتاب الموهوبين مثل: نيكيتا ستانيسكو، آنا بلانديانا، جابرييل ليتشينيو، نيكولاي مانوليسكو، أدريان باونيسكو وآخرون.علاوة علي ذلك، في ابريل 1968 أثناء الجلسة العامة للحزب الشيوعي الروماني انتقد نيكولاي تشاوشيسكو سلفه جيورجي جيورجيو ديج ورد اعتبار لوكريتسيو باتراشكانو، الذي اعدم قبل يومين فقط من التحاق تشاوشيسكو بالمكتب السياسي (وبالتالي سمح له ذلك بتبرئته والتقليل من خصمه الرئيسي، اليكساندرو دراجيشي).مما فتح مساحة أكبر للتعبير الفني والأدبي، كانت رواية يوجين باربو Principele (تعني: الأمير) على الرغم من وقوع احداثها في حقبة يونانيي الفنار بالدولة العثمانية إلا أنها كانت تشير وتلمح بشكل واضح إلي جيورجي جيورجيو ديج، كانت الرواية تتحدث عن قناة يريد أن يحفرها الأمير وكانت تلك القناة المائية ستأخذ أرواح الكثير من العمال القائمين على حفرها (في تلميح خفي لقناة الدانوب-البحر الأسود). في رواية الكاتب دوميترو رادو بوبيسكو كانت هناك تلميحات ايضًا عن الإساءات التي كانت تحدث خلال التنظيم الجماعي للزراعة في عهد جيورجي، وذهبت رواية اوجستين بوزورا Absenții (وتعني: الغائبون) بعيدًا، حيث انتقدت المجتمع الروماني المعاصر خلال تحدثها عن أزمة روحية تعرض لها طبيب شاب في أحداث القصة.
للدقة، بقيت الرقابة كما هي تقريبا. أليكساندرو إيفاسيوك وبول غوما تم اعتقالهما هما الإثنين بسبب مشاركتهم في احتجاجات بوخاريست 1956, وكل منهم كتب رواية تتمحور حول اعتقال شاب ومعاناته داخل المعتقل وجهوده للتأقلم على الوضع بعدما تم الإفراج عنه. رواية غوما Ostinato تصف حياة السجن، أساليب السيكيوريتات وانتهاكاتهم في الزراعة الجماعية، طلبت الرقابة من غوما إجراء بعض التعديلات علي الرواية، لكن في النهاية نشرت الرواية بدون أية تعديلات في ألمانيا الغربية في خريف عام 1971. إيفاسيوك في روايته Păsările («الطيور»), اضطر للخضوع لمطالب الرقابة بتبرير اعتقال بطل القصة وتصوير السيكيوريتات بطريقة ايجابية، ومع ذلك، ظل الكُتاب متفائلين بأن الحزب سيتغاضى عن الكثير من الموضوعات الأدبية الإبداعية.

## الأطروحات
زار تشاوشيسكو جمهورية الصين الشعبية ومنغوليا وكوريا الشمالية وفيتنام الشمالية في عام 1971. وأبدي اهتمامًا كبيرًا بفكرة التحول الوطني الشامل كما تتجسد في برامج حزب العمال الكوري والثورة الثقافية في الصين كما استوحى أفكاره من عبادة شخصية ماو تسي تونغ وكيم ايل سونغ. بعد فترة وجيزة من عودته إلى الوطن، بدأ في محاكاة نظام كوريا الشمالية، متأثرًا بفلسفة كيم إيل سونغ، جوتشي.
عند عودته أصدر الأطروحات متضمنة سبعة عشر اقتراحًا. ومن بين هذه: النمو المستمر في «الدور القيادي» للحزب؛ تحسين التربية الحزبية والعمل السياسي الجماهيري؛ مشاركة الشباب في مشاريع البناء الكبيرة كجزء من «عملهم الوطني» (muncă patriotică)؛ تكثيف التربية السياسية الأيديولوجية في المدارس والجامعات، وكذلك في منظمات الأطفال والشباب والطلاب (مثل اتحاد الشباب الشيوعي والمنظمات التابعة له)والتوسع في الدعاية السياسية، وتوجيه البرامج الإذاعية والتلفزيونية لهذا الغرض، وكذلك دور النشر والمسارح ودور السينما والأوبرا والباليه ونقابات الفنانين، وما إلى ذلك، وتعزيز الشخصية «المناضلة والثورية» في الإنتاج الفني. تمت إدانة تحرير عام 1965، وأعيد تأسيس فهرس يتضمن الكتب والمؤلفين المحظورين.
على الرغم من تقديمها علي انها «الإنسانية الإشتراكية»، إلا أن الأطروحات كانت في الواقع بمثابة عودة إلى الواقعية الاشتراكية، حيث أكدت على الأساس الأيديولوجي للأدب الذي لم يتخلى عنه الحزب من الناحية النظرية. كان الاختلاف هو إضافة القومية التي يرعاها الحزب في التأريخ. نقلاً عن نيكولاي لورجا في خطاب آخر في يوليو 1971، أكد تشاوشيسكو أن «الرجل الذي لا يكتب لشعبه بكافة طوائفه ليس شاعرا»,وقام بتقديم نفسه علي انه المدافع عن القيم الرومانية (كتعزيز لعبادة الشخصية).

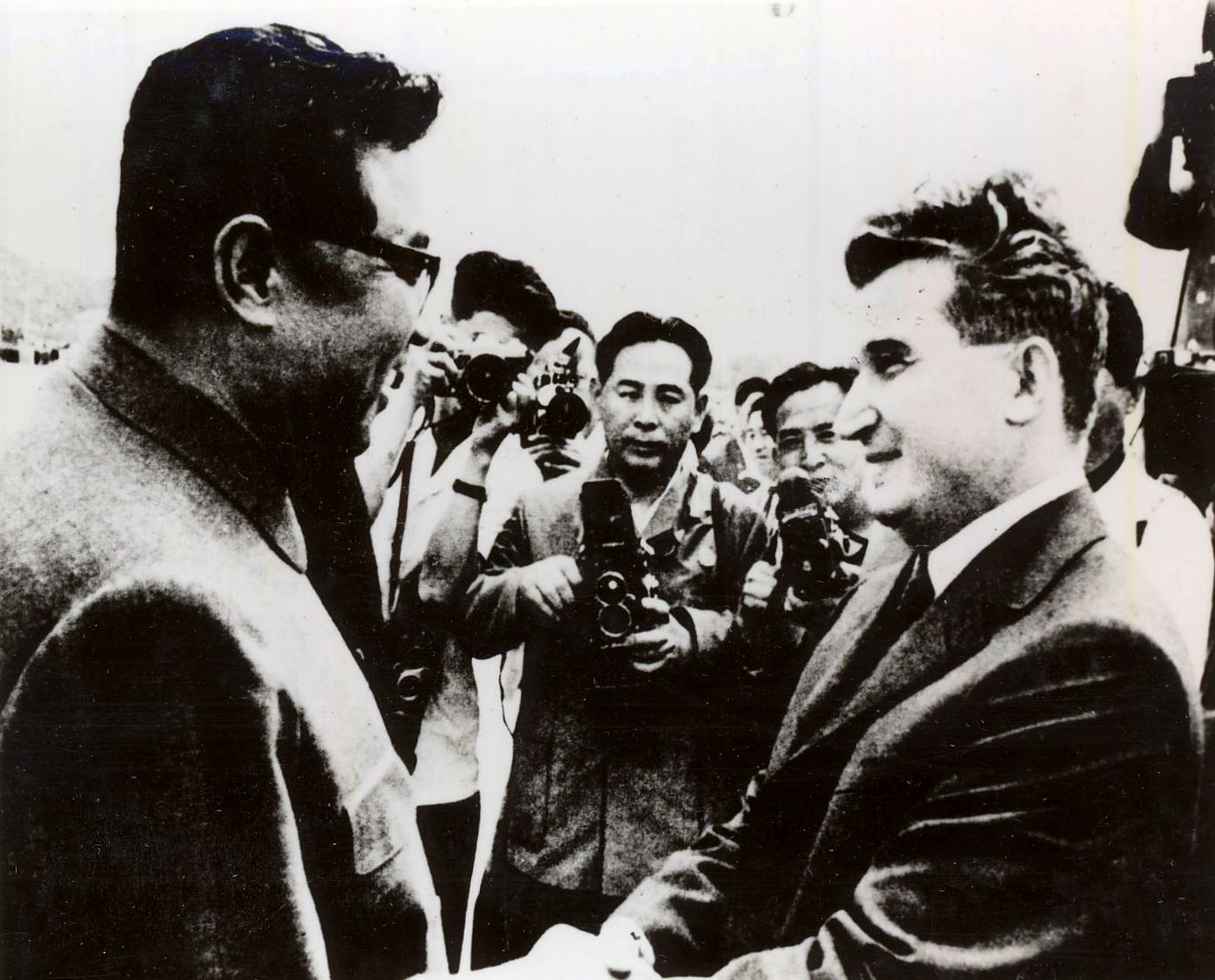
تشاوشيسكو يقابل كيم ال سونج في 15 يونيو 1971

## التأثير
بعد مؤتمر الكتاب عام 1968 بالذات، بدأ قادة الحزب في الصدام مع الكتاب. في وقت سابق من ذلك العام، أعلن تشاوشيسكو أن «حرية الفرد لا تتعارض مع المطالب والمصالح العامة للمجتمع، بل على العكس من ذلك، تخدم هذه المصالح». نجح تشاوشيسكو في استمالة العديد من المثقفين (العديد منهم كانوا غير سياسيين أو حتى معارضين) وضمهم إلى الحزب بعد إدانة غزو حلف وارسو لتشيكوسلوفاكيا  لكن مع ذلك بدأ الحزب في تكثيف الصراع بين الكتاب كمجموعة وبينهم وبين الحزب. في عام 1970، أدت الجوائز الأدبية إلى دخول قيادة الحزب في صراع مفتوح مع اتحاد الكتاب. ذلك جعل الحزب عازمًا علي إسترداد امتياز منح هذه الجوائز وتحديد معايير قيمتها.